# KZKT-7428

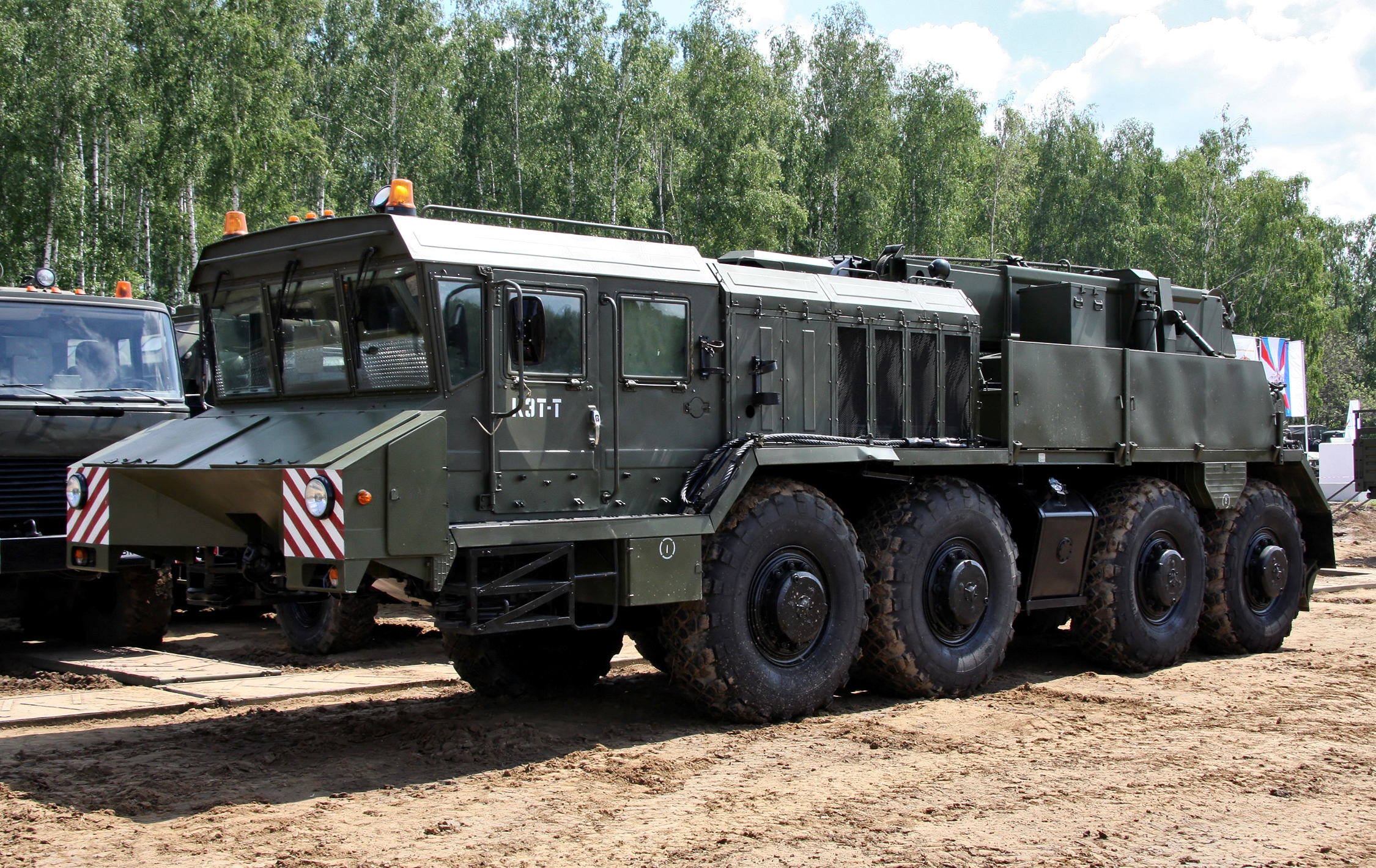
KET-T

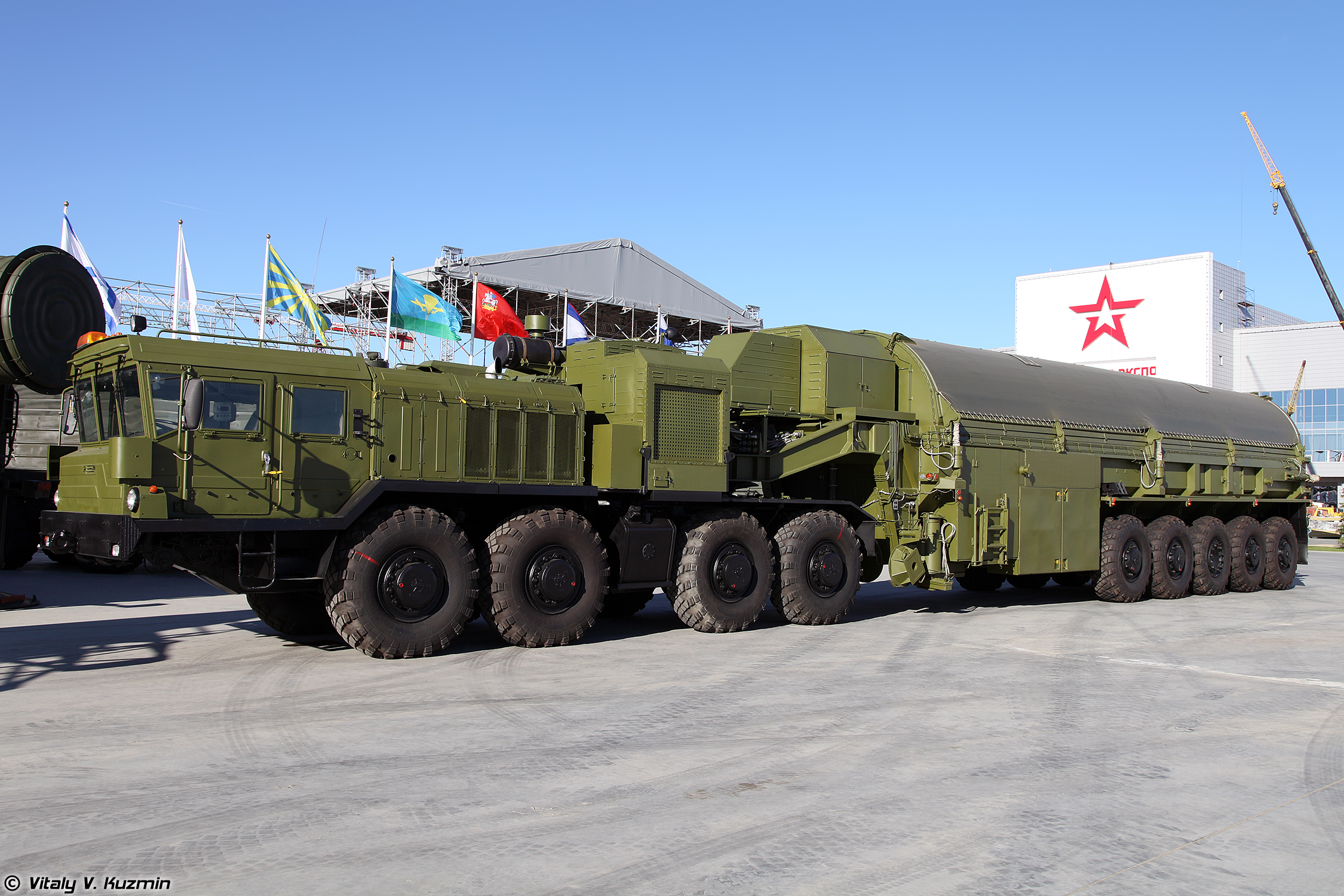
KZKT-74281 s návěsem

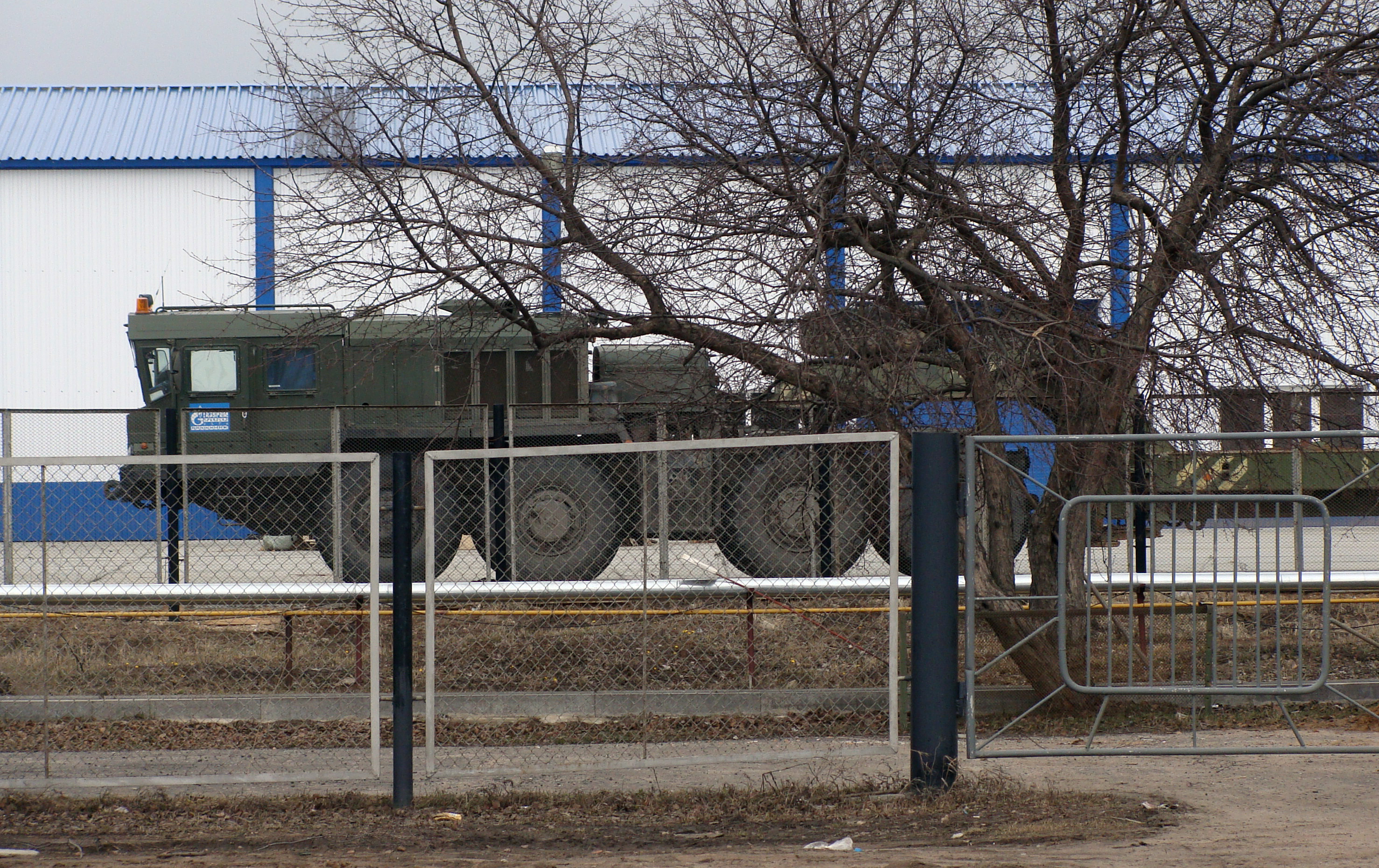
KZKT-7428

KZKT-7428 "Rusič" (rusky: КЗКТ-7428 "Русич") je těžký tahač s pohonem všech kol, jenž byl vyvinut závodem KZKT jako nástupce MAZ-537. Byl vyráběn sériově v různých variantách od roku 1990 až do roku 2011.

## Historie
Již v 70. letech byly učiněny pokusy nahradit rozšířený a v té době už zastaralý sovětský tahač MAZ-537. Hlavním úkolem inženýrů v závodě KZKT (Kurganskij Zavod Kolesnych Tjagačej) bylo zvýšení výkonu motoru. V polovině 70. let tak byly vytvořeny prototypy KZKT-545 (s naftovým motorem W38 a dvojitou kabinou) a KZKT-7426 (s naftovým motorem D12A-650), z nichž žádný nebyl uveden do sériové výroby. Hlavním důvodem byl nedostatek výkonných tankových motorů, které měly být použity pro oba modely.
V roce 1978 bylo v Sovětském svazu učiněno rozhodnutí o vývoji nových tahačů pro náklad o hmotnosti až 150 tun. Výsledkem byl KZKT-7427, který byl vybaven vznětovým motorem D-12AN-650 (objem 38 litrů). Problémem však byla opět špatná dostupnost. Kromě tohoto problému měl motor i příliš krátkou životnost - byl by opotřebován již po jednom roce běžného provozu, což bylo krajně nevyhovující. Místo nevyhovujícího motoru byl proto vybrán dvanáctiválcový vznětový motor YaMZ-8401 ze závodu JaMZ (Jaroslavskij Motornyj Zavod) s výkonem 650 koní (478 kW) a zároveň menším objemem - necelých 26 litrů. V roce 1985 proběhly testy tohoto tahače.
Na základě zkušeností s modely KZKT-7426 a KZKT-7427 vznikl na konci 80. let tahač KZKT-7428. Závod KZKT použil stejnou verzi vznětového motoru JaMZ-8401.10-14 jako sklápěcí vozy od běloruského závodu BelAZ. Tahač prošel všemi testy a byly doporučen pro sériovou výrobu, jež začala roce 1990.
Ve srovnání s MAZ-537 byla zejména vylepšena kabina řidiče, převodovka a motor. Ten je umístěn přímo za nově navrženou kabinou řidiče, která kromě prostoru pro řidiče nabízí prostor pro dalších pět osob. Krom čtyřnápravové verze (8 × 8) byly vyráběny i modely se třemi nápravami (6 × 6) a pěti nápravami (10 × 8). Výroba skončila v roce 2011 z důvodu bankrotu závodu KZKT.

## Varianty
následující seznam nemusí být zcela správný
- KZKT-7428 základní tahačová verze.
- KZKT-74281-011 verze s naftovým motorem KTA19-C650 od společnosti Cummins, který má také výkon 650 koní.
- KZKT-7428-012 verze s motorem D-12A-525A o výkonu 525 koní - stejný motor byl použit pro MAZ-537 a MAZ-543.
- KZKT-7428-014 určen jako tahač potrubí v kombinaci se dvěma přívěsy KZKT-9003.
- KZKT-74281 tahač s 15t navijákem, vyráběný od roku 1990.
- KZKT-74282 používán jako těžké nákladní vozidlo nebo jako tahač letadel. S tímto tahačem lze tahat letadla s celkovou hmotností až 200 tun (na asfaltových silnicích) nebo může nést náklad o hmotnosti až 75 tun na nezpevněných silnicích. Vozidlo má také naviják.
- KZKT-74284 prototyp pro provoz se speciálními návěsy s natáčecími nápravami.
- KZKT-74286 civilní tahačová varianta s motorem YaMZ-240NM1B o výkonu 500 koní. Byl změněn převodový poměr a maximální rychlost byla omezena na 55 km/h. Bylo upraveno chlazení a byly odstraněny vojenské prvky jako například držáky zbraní. Sériová výroba od roku 1993.
- KZKT-74286-014 civilní tahač potrubí stejně jako KZKT-7428-014.
- MTP-A4 vojenské vyprošťovací vozidlo založené na KZKT-7428.
- KZKT-8003 verze bez nástavby, třemi nápravami a pohonem všech kol (6 × 6).
- KZKT-8005 verze bez nástavby, čtyřmi nápravami a pohonem všech kol (8 × 8).
- KZKT-8014 verze bez nástavby a s pěti nápravami (10 × 8).
- KET-T a KET-TM - Těžké vyprošťovací vozidlo KET-T nebo KET-TM vychází z verze KZKT-7428-012. Sloužil jako náhrada původního KET-T založeném na MAZ-537.

## Technické údaje
Zdroj 
|                             | KZKT-7428-011    | KZKT-7428-013      | KZKT-74286     | KZKT-74287      | KZKT-74282                                        |
| --------------------------- | ---------------- | ------------------ | -------------- | --------------- | ------------------------------------------------- |
| Pohon                       | 8 × 8            | 8 × 8              | 8 × 8          | 8 × 8           | 8 × 8                                             |
| Počet míst v kabině         | 5 + 1            | 5 + 1              | 5 + 1          | 5 + 1           | 5 + 1                                             |
| délka                       | 10 060 mm        | 10 060 mm          | 10 060 mm      | 10 060 mm       | 10 347 mm                                         |
| šířka                       | 2880 mm          | 2880 mm            | 2880 mm        | 2880 mm         | 3300 mm                                           |
| výška                       | 3063 mm          | 3063 mm            | 3063 mm        | 3063 mm         | 3300 mm                                           |
| Typ motoru                  | YaMZ -8401.10-14 | Cummins KTА19-С650 | YaMZ-240NМ1B   | YaMZ-8401.10-14 | YaMZ-8401.10-14                                   |
| Objem motoru                | 25,86 l          | N / A              | 22,30 l        | 25,86 l         | 25,86 l                                           |
| Výkon motoru                | 478 kW (650 k)   | 478 kW (650 k)     | 368 kW (500 k) | 478 kW (650 k)  | 478 kW (650 k)                                    |
| Pohotovostní hmotnost       | 23,7 t           | 23,7 t             | 22,8 t         | 25,0 t          | ---                                               |
| Užitečná hmotnost           | Max. 100 t       | Max. 100 t         | Max. 70 t      | Max. 100 t      | ---                                               |
| Maximální povolená hmotnost | 123,7 t          | 123,7 t            | 122,8 t        | 125 t           | 41,6 t                                            |
| Objem nádrže                | 900 l            | 900 l              | 900 l          | 900 l + 840 l   | 900 l                                             |
| Maximální rychlost          | 65 km/h          | 65 km/h            | 55 km/h        | 45 km/h         | 65 km/h (na silnici) 20 km/h (při tažení letounu) |